# کدهای حلقه‌گذاری
کدهای حلقه‌گذاری (به انگلیسی: Banding codes) که با عنوان کدهای پرندگان (Bird codes) یا کدهای آلفا نیز شناخته می‌شوند، مخفف‌های چهارحرفی برای نام پرندگان هستند که توسط حلقه‌گذاران پرندگان، پرنده‌شناسان، و پرنده‌نگران در آمریکای شمالی و مرکزی استفاده می‌شوند. کدها با حروف بزرگ نوشته شده‌اند و مانند MODO برای قمری مویه‌گر هستند.
دو سیستم بسیار مشابه از این کدها در حال حاضر در حال استفاده هستند، یکی توسط آزمایشگاه حلقه‌گذاری پرندگان (BBL) در برنامه حلقه‌گذاری پرندگان آمریکای شمالی، و دیگری توسط مؤسسه جمعیت‌های پرندگان (IBP) نگهداری می‌شود. کدهای به‌کاررفته توسط این دو سیستم برای بیشتر پرندگان یکسان است، اما نه برای همه.